# Martin Chalfie
Martin Chalfie (født 1947) er en amerikansk neurobiolog, der blandt andet har arbejdet videre på Osamu Shimomuras opdagelse af et flourescerende protein og påvist muligheden for at anvende det som markør for en række biologiske fænomener. Dette er siden udnyttet til f.eks. at undersøge, hvordan kræftceller spredes. For sit arbejde modtog Chalfie sammen med Shimomura og Roger Tsien, der også arbejde med det flourescerende protein, Nobelprisen i kemi i 2008.